# Європейський дальній шлях Е3

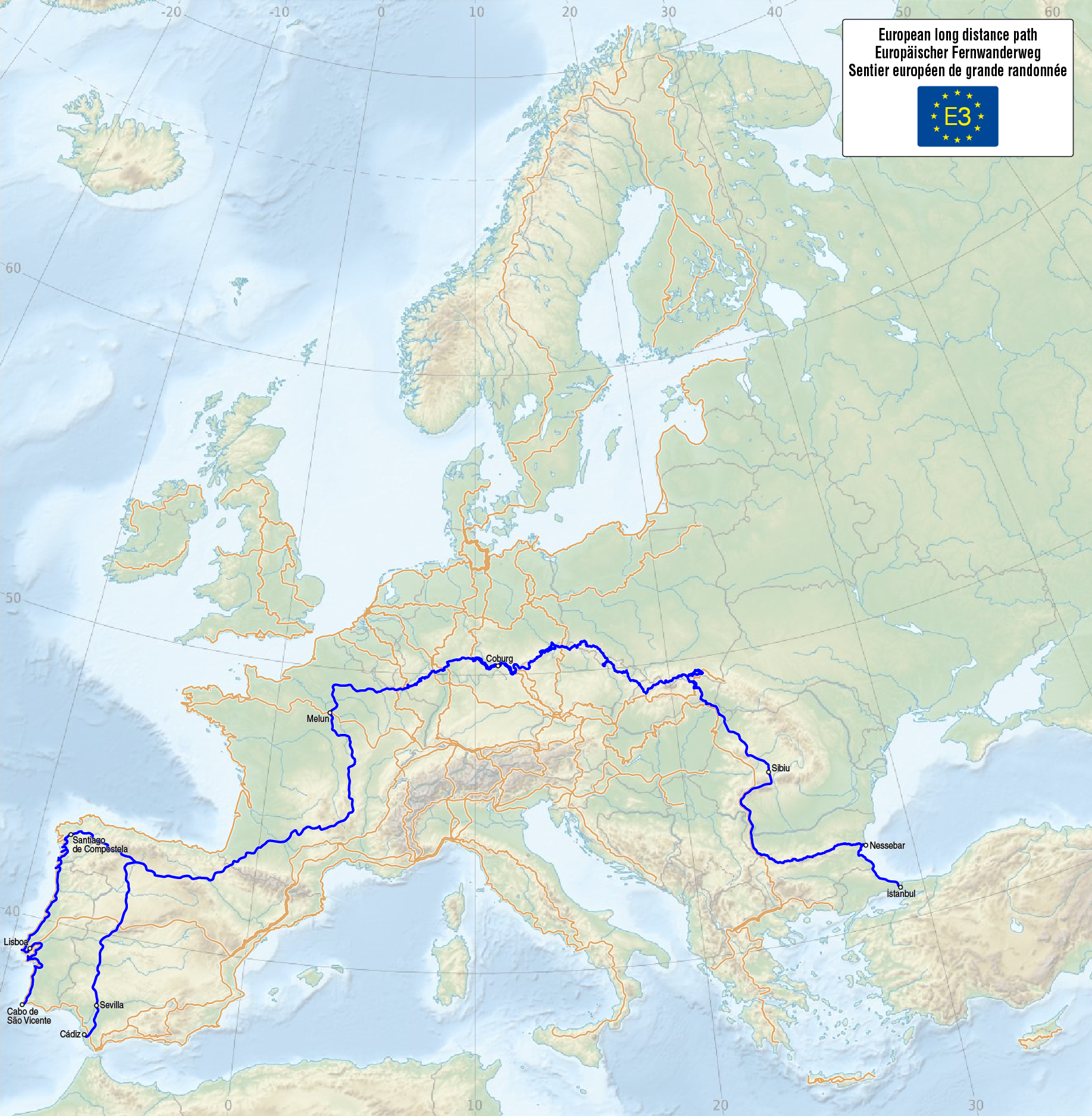
Карта європейського дальнього шляху Е3

Європейський дальній шлях Е3 або просто Шлях Е3 — стежка довжиною 6950 км між містами Європи, яка, йде від португальського узбережжя до Чорного моря в Болгарії. Це одна з мереж європейських дальніх шляхів.

## Маршрут
Завершені ділянки траси проходять через Іспанію, Францію, Люксембург, Бельгію, Німеччину, Чехію, Словаччину, Польщу, Угорщину та Болгарію.
Іспанська частина Е3 повторює шлях Святого Якова, і зокрема французький шлях між Сантьяго де Компостела і Франції. У Словаччині, шлях пролягає над Фатра і Татри. В Румунії маршрут йде через Трансільванські Альпи. У Болгарії — уздовж хребта балканських гір з від піку на сербському кордоні до мису Еміне на Чорному морі, локально він відомий як дальній шлях Ком–Еміне.
Планується продовжити маршрут до Португалії на Мис Сен-Вінсент.

## Примітки

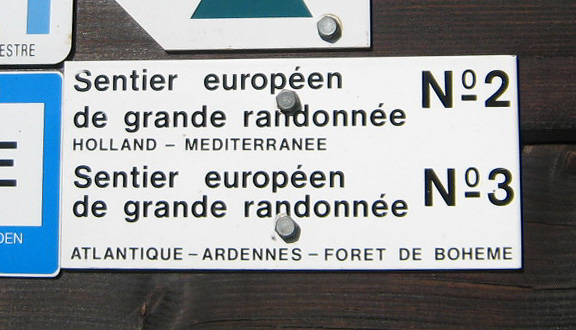
Знак на шляху Е3 біля Віанден, Люксембург
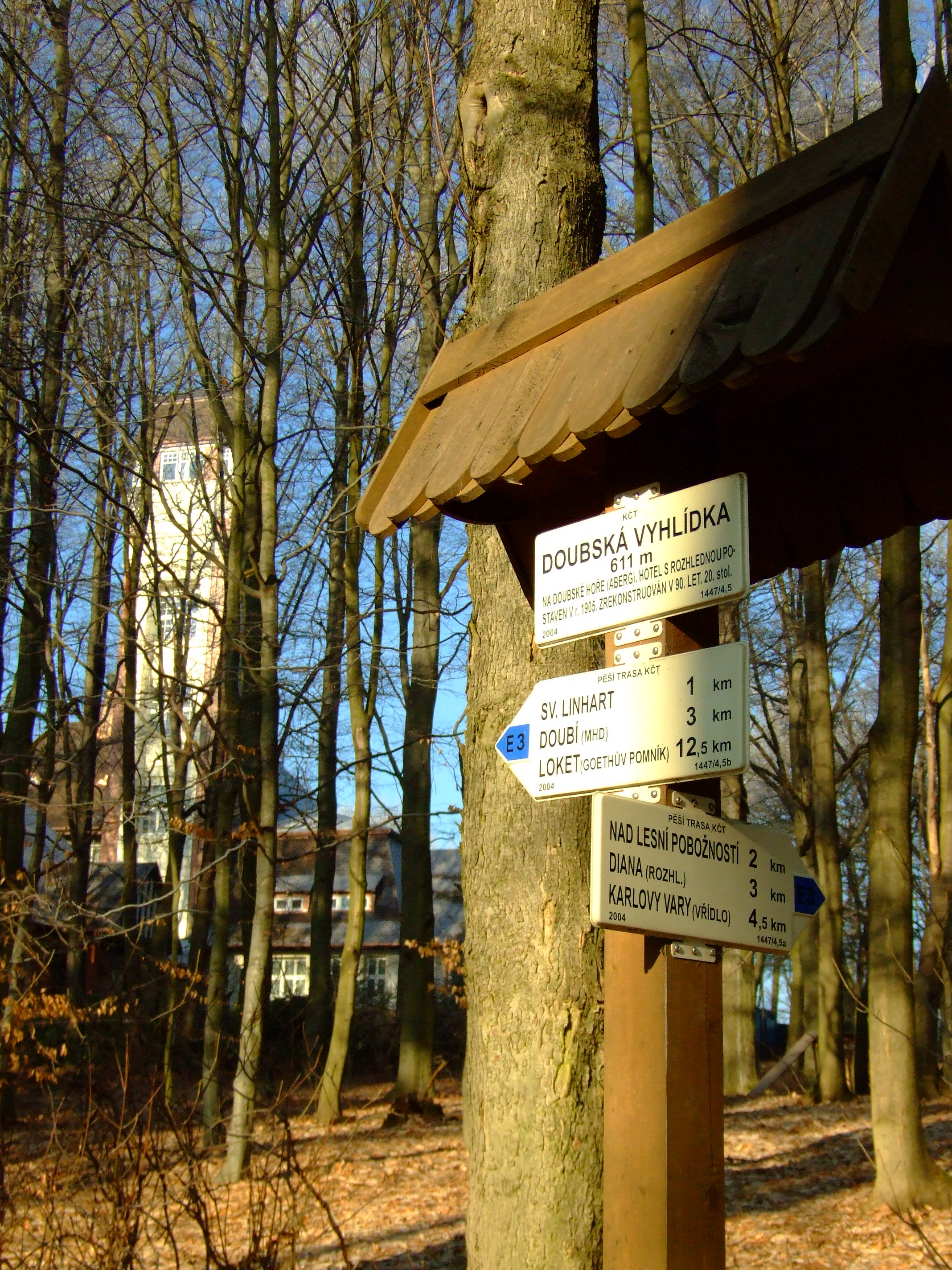
Е3 як частина стандартної синьої стежки поруч з Карловими Варами, Чехія
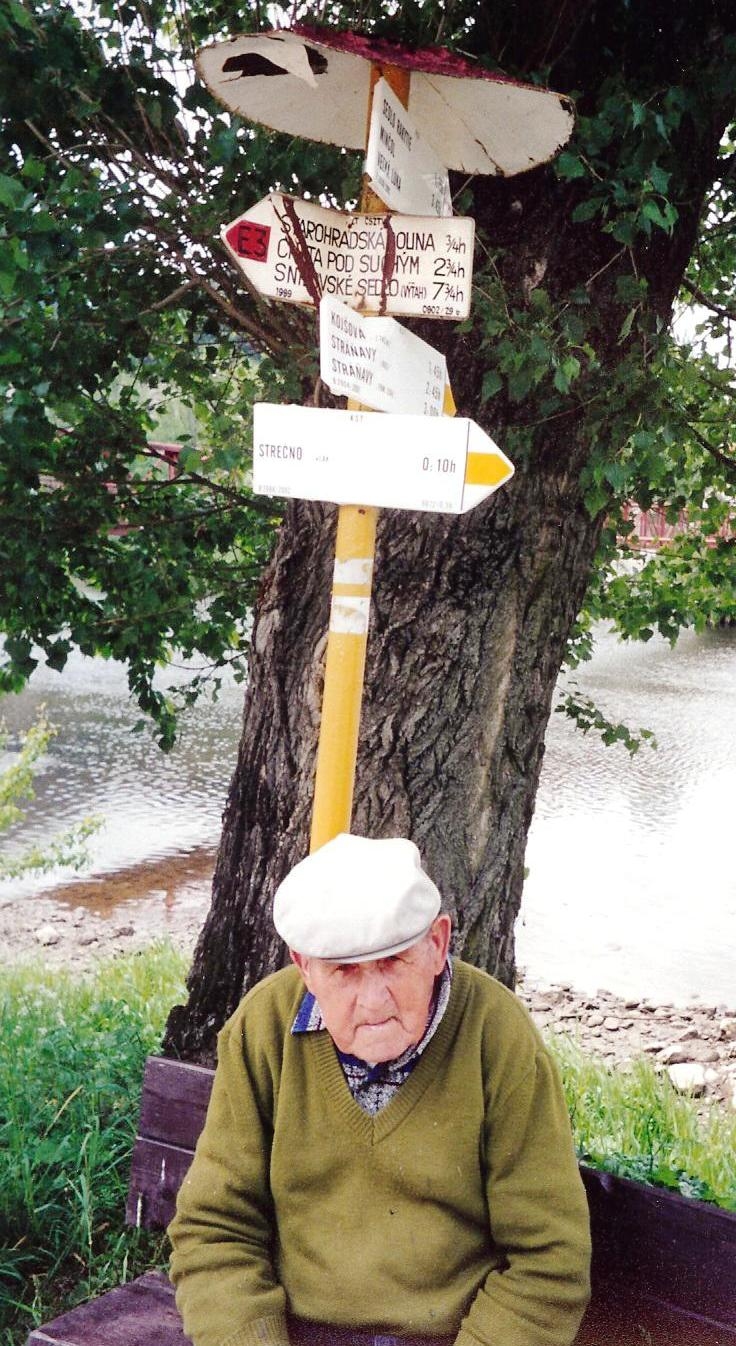
Е3 на західному кінці гори Фатра, гірський хребет в північній частині Словаччини
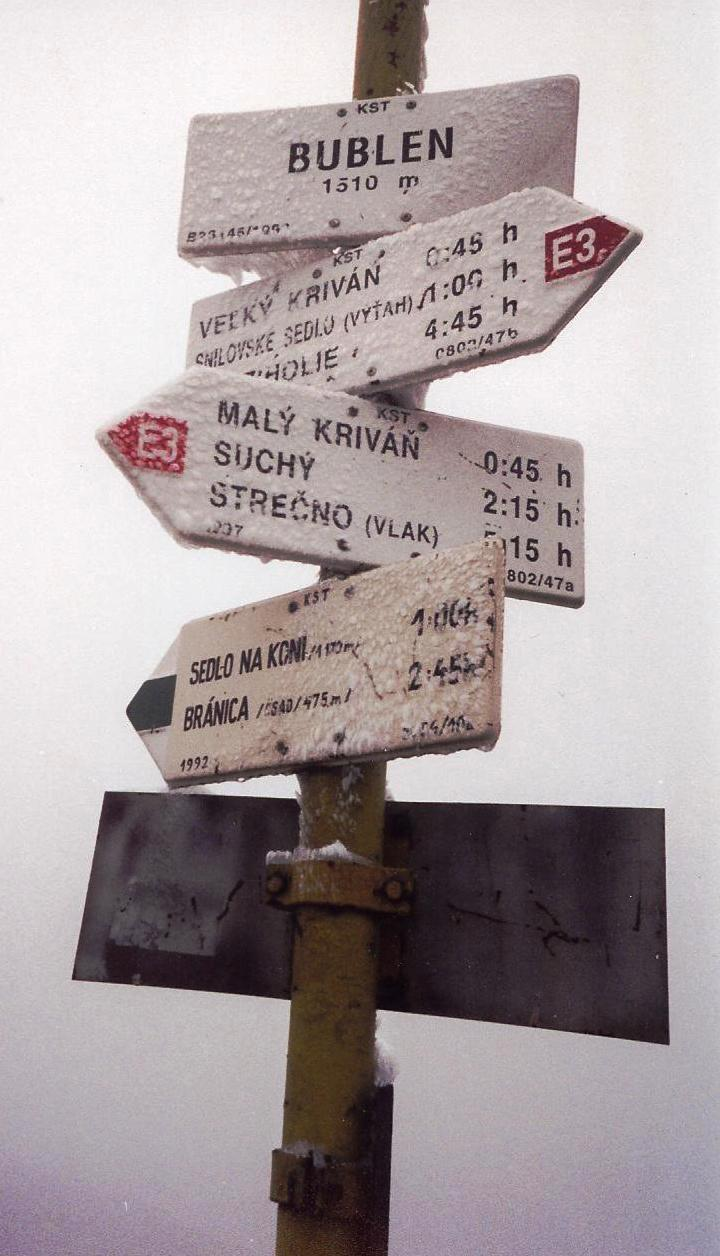
Е3 на горі Фатра в північній частині Словаччини
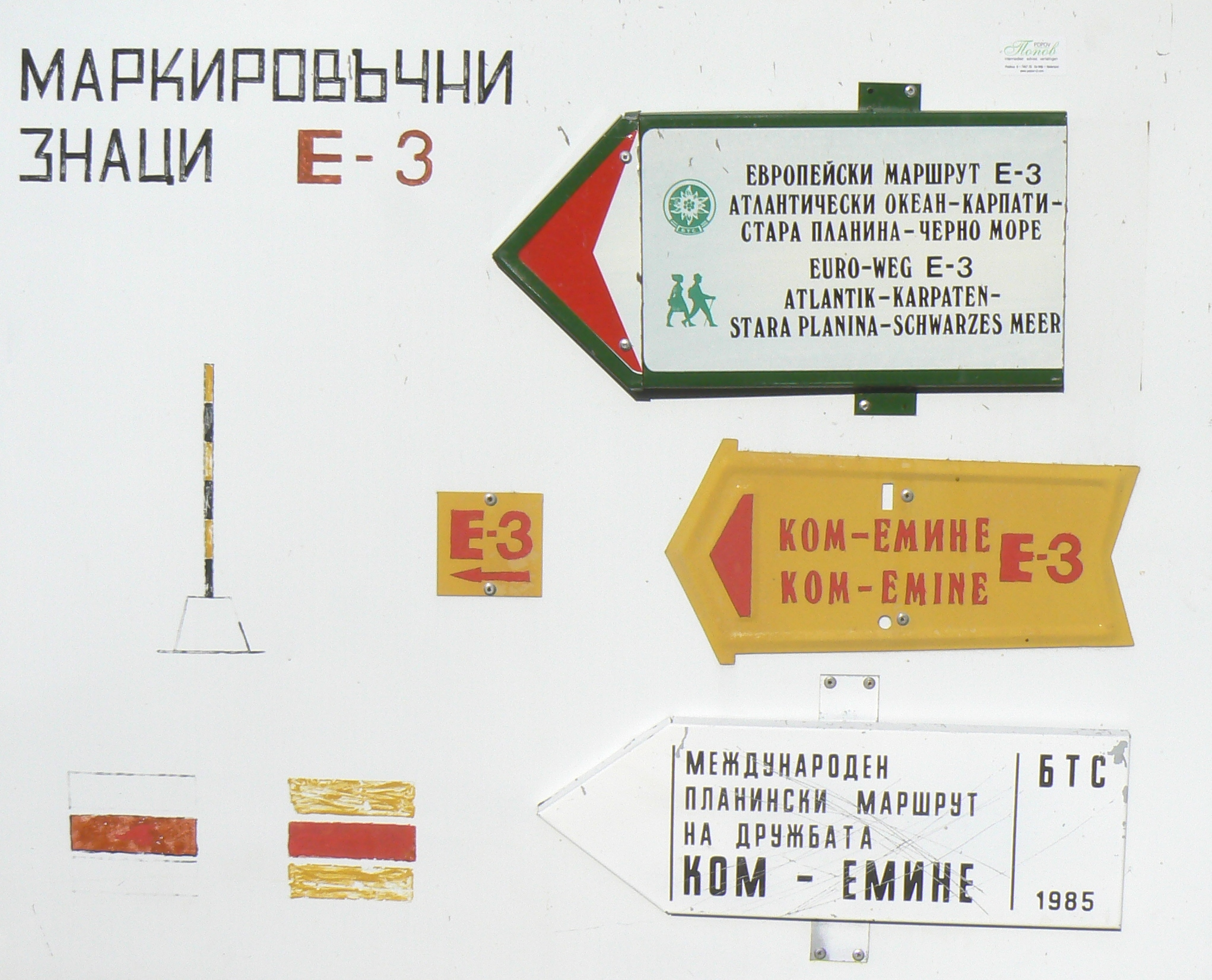
Маркери, які використовуються на болгарській частині маршруту
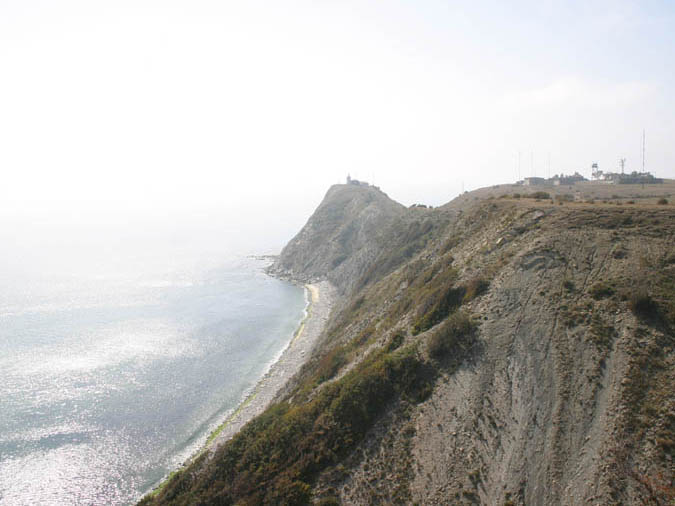
Кінець Е3 на мисі Еміне